# The San Francisco Examiner
The San Francisco Examiner è un quotidiano distribuito nella zona di in San Francisco, in California, dal 1863.

The Examiner

Da lungo tempo definito come "Monarch of the Dailies" e fiore all'occhiello del gruppo Hearst Corporation, l'Examiner si è convertito alla distribuzione gratuita all'inizio del XXI secolo ed è divenuto di  proprietà della San Francisco Media Company LLC; è stato poi venduto a Black Press Group, un editore canadese dei media, nel 2011. A partire dal 2014, la San Francisco Media Company LLC è di proprietà della Oahu Publications Inc., una controllata della Black Press Group Ltd.

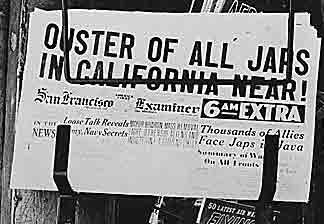
Prima pagina del 27 febbraio 1942